# Bültjer Bootswerft
Die Bültjer Bootswerft ist eine Werft, die sich auf den Bau und die Reparatur von Holzbooten spezialisiert hat. Der Betrieb hat seinen Sitz in Ditzum, einem Ortsteil von Jemgum im Rheiderland.

## Geschichte
Die Familie Bültjer lebte seit Anfang des 19. Jahrhunderts in Ditzumerverlaat und betrieb dort eine kleine Stellmacherei. Für die Fischer wurden aber auch kleine Boote und Kreier gebaut. Im April 1899 zog Hinderk Gerjets Bültjer mit seiner Frau nach Ditzum und gründete dort seine eigene Stellmacherei. Der älteste Sohn erlernte traditionsgemäß den Beruf seines Vaters und bestand 1927 die Meisterprüfung. Der zweite Sohn wurde Bootsbauer und bestand 1928 seine Meisterprüfung.

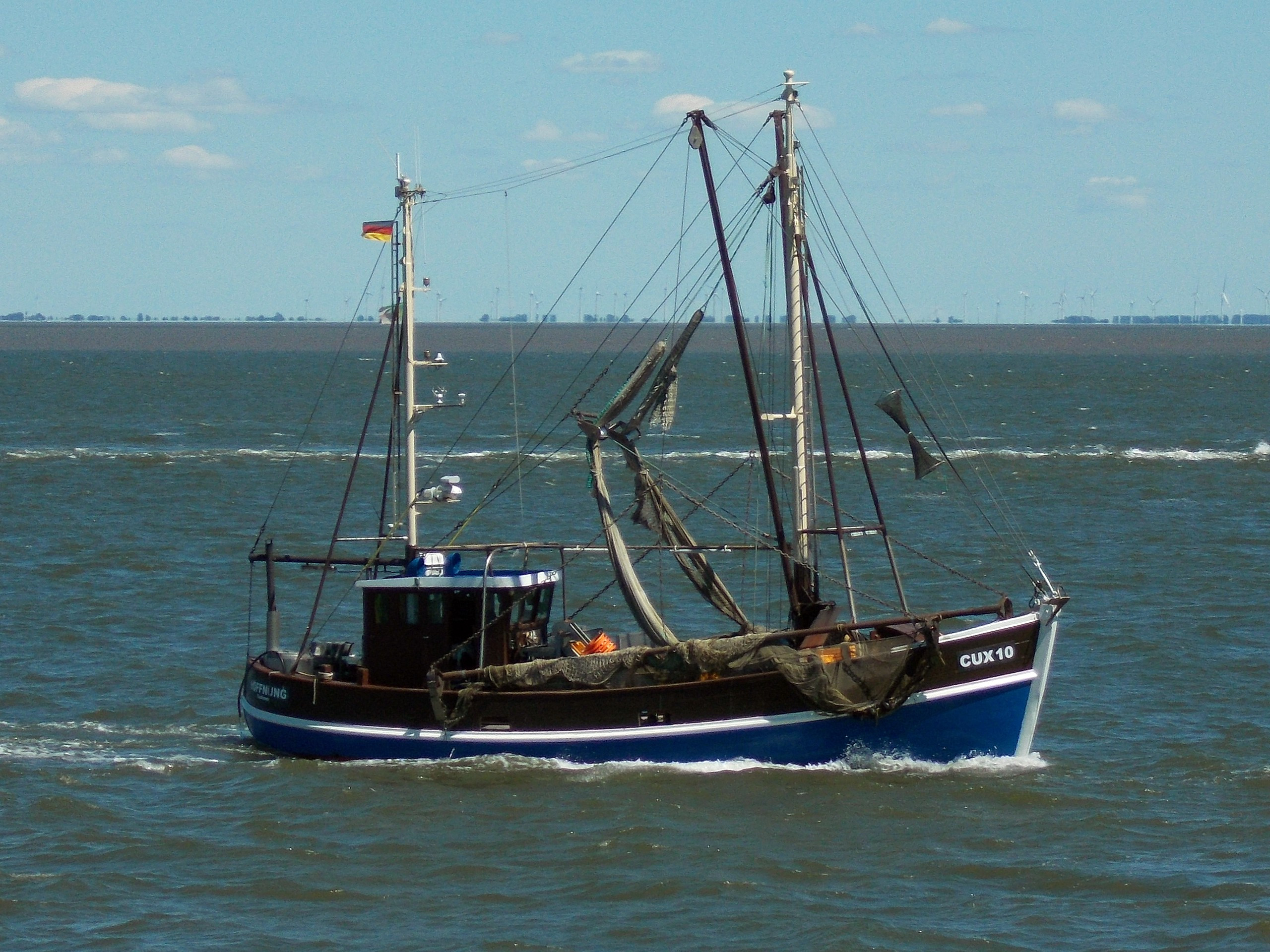
Baunummer 231 aus dem Jahr 1983: Der Krabbenkutter CUX 10 Hoffnung

Als die Nachfrage nach Fischkuttern immer größer wurde, entschieden sich die Bültjers, einen Teil des Betriebes direkt an die Ems zu verlegen. Die ersten Neubauten wurden auf dem Deichvorland auf Kiel gelegt und nach der Fertigstellung über geschmierte Rundhölzer ins Wasser gezogen. So entstand 1928 die Baunummer 1. Damals gab es auch noch keine Slipanlage und so mussten die Kutter für Reparaturen ebenfalls über geschmierte Rundhölzer und mit bis zu vier Pferden an Land gezogen werden. Ab 1934 gab es dann eine handbetriebene Slipanlage.
In den Nachkriegsjahren wurde der Betrieb kontinuierlich ausgebaut und modernisiert. Bis 1958 wurden nur Fischereifahrzeuge gebaut, danach auch Kutteryachten. Der letzte Fischkutter mit der Baunummer 234 verließ die Werft im Frühjahr 1990, bis 1999 wurden insgesamt 247 Neubauten hergestellt. Die Bauweise haben alle Schiffe gemeinsam: Den Rumpf aus Eichenholz, das Deck aus Pitch Pine oder in letzter Zeit aus Iroko.

## Gegenwart

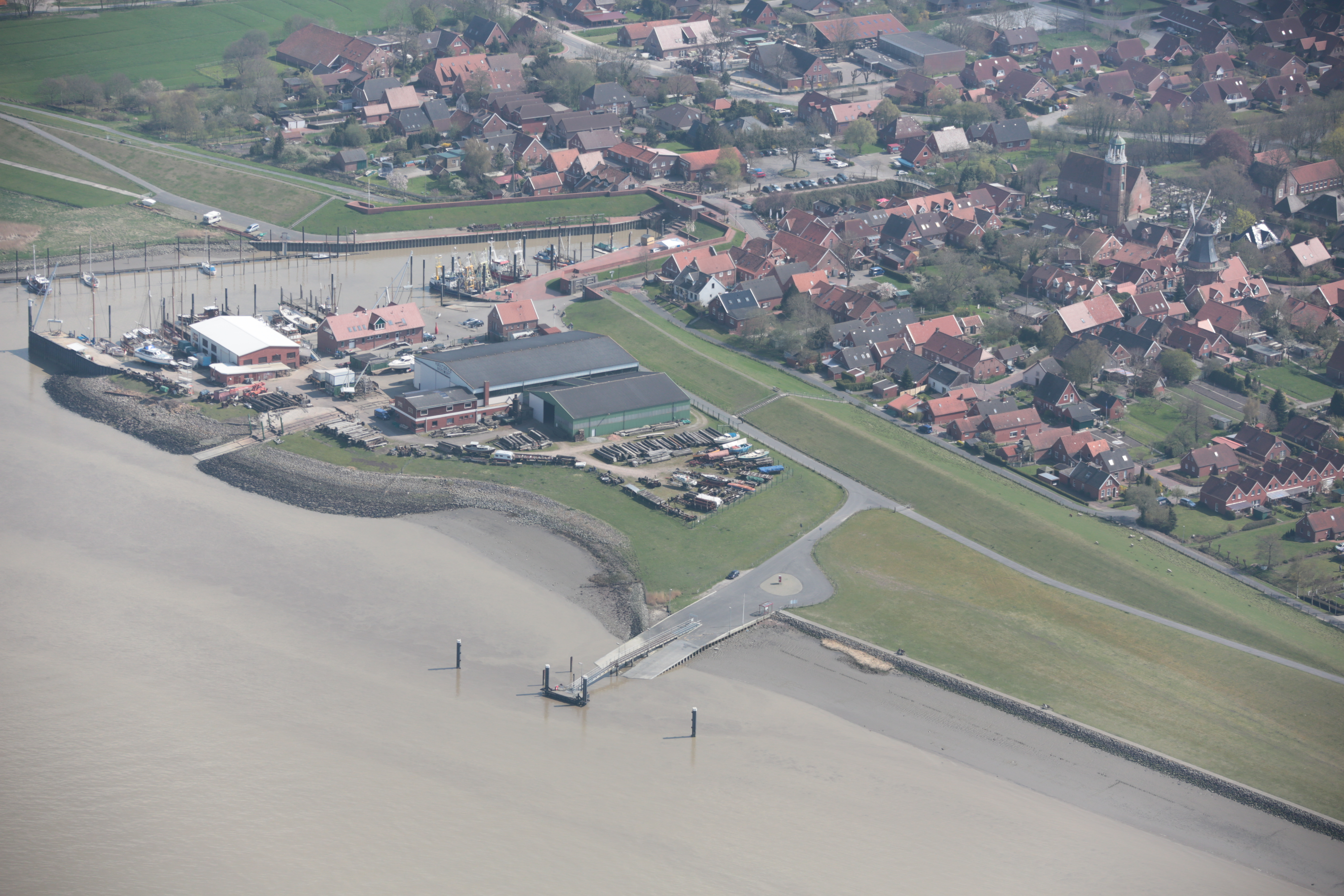
Das Werftgelände in Ditzum aus der Luft

Die Bültjer Bootswerft wird seit 1995 in vierter Generation von den Brüdern Jan und Gerjet Bültjer geführt. Der Betrieb ist modern ausgerüstet und die Slipanlage kann Schiffe bis zu 150 Tonnen aufnehmen. Darüber hinaus steht auch ein Derrickkran zur Verfügung.

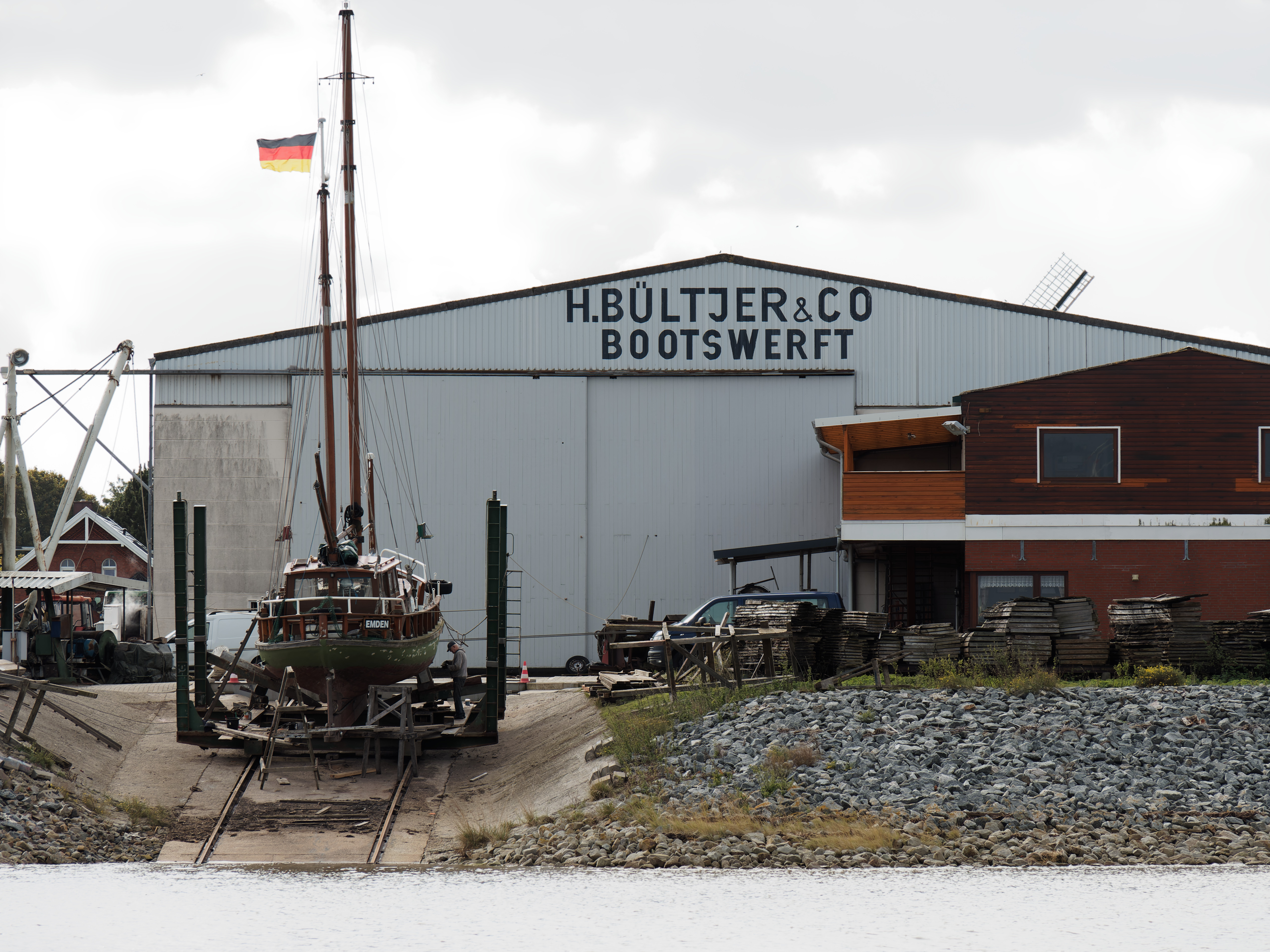
Boot in Reparatur (2022)

Umbauten, Reparaturen, Instandhaltungen und Renovierungen an Fischkuttern, Traditionsschiffen und Yachten aus dem In- und Ausland beschäftigen eine Belegschaft von 15–20 Mann. Fischereifahrzeuge haben jedoch Vorrang, weil mit ihnen wieder Geld verdient werden muss.